# Europese kampioenschappen kunstschaatsen 1965

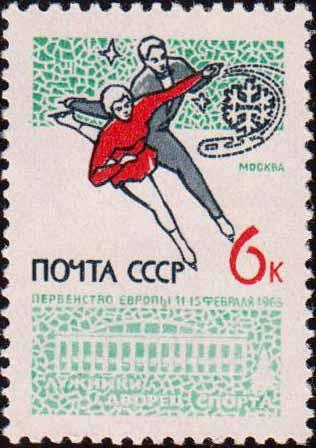

De Europese Kampioenschappen kunstschaatsen zijn wedstrijden die samen een jaarlijks terugkerend evenement vormen, georganiseerd door de Internationale Schaatsunie (ISU).
De kampioenschappen van 1965 vonden plaats van 11 tot en met 15 februari in de Sportpaleis Loezjniki in Moskou. Het was de eerste keer dat de EK kampioenschappen in Moskou en in de Sovjet-Unie plaatsvonden. In 1911 werd het EK voor de mannen in Sint-Petersburg in toen nog het Keizerrijk Rusland gehouden.
Voor de mannen was het de 57e editie, voor de vrouwen en paren was het de 29e editie en voor de ijsdansers de twaalfde editie.

## Historie
De Duitse en Oostenrijkse schaatsbond, verenigd in de "Deutscher und Österreichischer Eislaufverband", organiseerden zowel het eerste EK Schaatsen voor mannen als het eerste EK Kunstschaatsen voor mannen in 1891 in Hamburg, in toen nog het Duitse Keizerrijk, nog voor het ISU in 1892 werd opgericht. De internationale schaatsbond nam in 1892 de organisatie van het EK kunstschaatsen over. In 1895 werd besloten voortaan het WK kunstschaatsen te organiseren en kwam het EK te vervallen. In 1898, na twee jaar onderbreking, vond toch weer een herstart plaats van het EK kunstschaatsen.
De vrouwen en paren zouden vanaf 1930 jaarlijks om de Europese titel strijden. De ijsdansers streden vanaf 1954 om de Europese titel in het kunstschaatsen.

## Deelname
Er namen deelnemers uit veertien landen deel aan deze kampioenschappen. Zij vulden 68 startplaatsen in de vier disciplines in.
(Tussen haakjes het totaal aantal startplaatsen over de disciplines.)
| Oostenrijk (10) Tsjecho-Slowakije (9) West-Duitsland (9) Verenigd Koninkrijk (7) Frankrijk (6) | Sovjet-Unie (6) Hongarije (5) Duitse Democratische Republiek (5) Zwitserland (4) Finland (2) | Italië (2) Denemarken (1) Noorwegen (1) Zweden (1) |

## Medaille verdeling
Bij de mannen werd Emmerich Danzer de 24e Europees kampioen en de elfde Oostenrijker die deze titel veroverde. Het was zijn tweede medaille, in 1963 werd hij derde. De drievoudig Europees kampioen van 1962-1964, Alain Calmat, eindigde op de tweede plaats. Het was zijn zesde medaille, in 1958 werd hij derde en in 1961 tweede. De Oostenrijker Peter Jonas op de derde plaats veroverde zijn eerste EK medaille.
Bij de vrouwen volgde Regine Heitzer vijfvoudig Europees kampioene Sjoukje Dijkstra op. Zij was de veertiende vrouw en de zesde Oostenrijkse die deze titel veroverde. Ze stond voor het zesde opeenvolgende jaar op het erepodium, van 1960-1962 en in 1964 werd ze tweede en in 1963 derde. De Britse Sally-Anne Stapleford op plaats twee veroverde haar eerste EK medaille. De Française Nicole Hassler op plaats drie veroverde haar derde EK medaille, in 1963 werd ze tweede en in 1964 ook derde.
Bij de paren werden Ludmila Belousova / Oleg Protopopov de opvolgers van de zesvoudig Europees kampioenen Marika Kilius / Hans-Jürgen Bäumler. Zij waren het vijftiende paar en het eerste Sovjet paar die de Europese titel veroverden. Het was hun vierde medaille, van 1962-1964 werden ze tweede. Het als paar debuterende duo Tatjana Zjoek / Aleksander Gorelik eindigden op de derde plaats. Voor Zjeok was het haar derde medaille, in 1963 en 1964 werd ze ook derde met schaatspartner Alexander Gavrilov. Voor Gorelik was het zijn eerste medaille.
Bij het ijsdansen was het erepodium voor het eerst een kopie van het vorige jaar. Bij de mannen had dit eerder in 1933 en 1956, bij de vrouwen in 1938 en 1952 en bij de paren in 1939 en 1964 plaatsgevonden. Eva Romanová / Pavel Roman prolongeerden de Europees titel, het was hun vierde medaille, in 1962 werden ze derde en in 1963 tweede. Janet Sawbridge / David Hickinbottom op de tweede plaats veroverden hun derde medaille, in 1963 werden ze derde. Het paar Yvonne Suddick / Roger Kennerson veroverden hun tweede medaille.
| Discipline | Goud                                | Zilver                               | Brons                              |
| ---------- | ----------------------------------- | ------------------------------------ | ---------------------------------- |
| Mannen     | Emmerich Danzer                     | Alain Calmat                         | Peter Jonas                        |
| Vrouwen    | Regine Heitzer                      | Sally-Anne Stapleford                | Nicole Hassler                     |
| Paren      | Ludmila Belousova / Oleg Protopopov | Gerda Johner / Rudi Johner           | Tatjana Zjoek / Aleksander Gorelik |
| IJsdansen  | Eva Romanová / Pavel Roman          | Janet Sawbridge / David Hickinbottom | Yvonne Suddick / Roger Kennerson   |

## Uitslagen
| #      | naam (deelname)        | land                                    | pc |
| ------ | ---------------------- | --------------------------------------- | -- |
| Goud   | Emmerich Danzer (5)    | Vlag van Oostenrijk                     |    |
| Zilver | Alain Calmat (12)      | Vlag van Frankrijk                      |    |
| Brons  | Peter Jonas (9)        | Vlag van Oostenrijk                     |    |
| 4      | Sepp Schönmetzler (5)  | Vlag van Duitsland                      |    |
| 5      | Wolfgang Schwarz (2)   | Vlag van Oostenrijk                     |    |
| 6      | Robert Dureville (4)   | Vlag van Frankrijk                      |    |
| 7      | Peter Krick (2)        | Vlag van Duitsland                      |    |
| 8      | Ondrej Nepela          | Vlag van Tsjechië                       |    |
| 9      | Philippe Pelissier (3) | Vlag van Frankrijk                      |    |
| 10     | Sergei Chetverukhin    | Vlag van Sovjet-Unie                    |    |
| 11     | Giordano Abbondati (5) | Vlag van Italië                         |    |
| 12     | Günter Zöller (2)      | Vlag van Duitse Democratische Republiek |    |
| 13     | Marian Flic (2)        | Vlag van Tsjechië                       |    |
| 14     | Jeno Ebert (3)         | Vlag van Hongarije                      |    |
| 15     | Hywel Evans (3)        | Vlag van Verenigd Koninkrijk            |    |
| 16     | Hansjörg Studer        | Vlag van Zwitserland                    |    |

| #      | naam (deelname)               | land                                    | pc |
| ------ | ----------------------------- | --------------------------------------- | -- |
| Goud   | Regine Heitzer (8)            | Vlag van Oostenrijk                     |    |
| Zilver | Sally-Anne Stapleford (3)     | Vlag van Verenigd Koninkrijk            |    |
| Brons  | Nicole Hassler (7)            | Vlag van Frankrijk                      |    |
| 4      | Helli Sengtschmid (4)         | Vlag van Oostenrijk                     |    |
| 5      | Gabriele Seyfert (4)          | Vlag van Duitse Democratische Republiek |    |
| 6      | Diana Carol Clifton-Peach (9) | Vlag van Verenigd Koninkrijk            |    |
| 7      | Hana Mašková (2)              | Vlag van Tsjechië                       |    |
| 8      | Jana Mrázková (6)             | Vlag van Tsjechië                       |    |
| 9      | Astrid Czermak (2)            | Vlag van Oostenrijk                     |    |
| 10     | Angelika Wagner               | Vlag van Duitsland                      |    |
| 11     | Uschi Keszler                 | Vlag van Duitsland                      |    |
| 12     | Zsuzsanna Szentmiklosi (2)    | Vlag van Hongarije                      |    |
| 13     | Sandra Bregnera (5)           | Vlag van Italië                         |    |
| 14     | Tamara Bratusj (4)            | Vlag van Sovjet-Unie                    |    |
| 15     | Pia Zurcher                   | Vlag van Zwitserland                    |    |
| 16     | Anna Karine Dehle (7)         | Vlag van Noorwegen                      |    |
| 17     | Britt Elfving                 | Vlag van Zweden                         |    |
| 18     | Denise Neanne                 | Vlag van Frankrijk                      |    |
| 19     | Marianne Baek                 | Vlag van Denemarken                     |    |
| 20     | Pia Vingisaar                 | Vlag van Finland (1918-1978)            |    |

| #      | naam (deelname)                              | land                                    | pc |
| ------ | -------------------------------------------- | --------------------------------------- | -- |
| Goud   | Ludmila Belousova (7) Oleg Protopopov (7)    | Vlag van Sovjet-Unie                    |    |
| Zilver | Gerda Johner (7) Rudi Johner (7)             | Vlag van Zwitserland                    |    |
| Brons  | Tatiana Zjoek (4) Aleksander Gorelik (2)     | Vlag van Sovjet-Unie                    |    |
| 4      | Sonja Pfersdorf (3) Gunther Matzdorf (3)     | Vlag van Duitsland                      |    |
| 5      | Irene Muller (4) Hans-Georg Dallmer (4)      | Vlag van Duitse Democratische Republiek |    |
| 6      | Tatjana Tarasova (2) Georgij Proskurin (2)   | Vlag van Sovjet-Unie                    |    |
| 7      | Margot Glockschuber Wolfgang Danne (3)       | Vlag van Duitsland                      |    |
| 8      | Agnesa Wlachovska (3) Peter Bartosiewicz (3) | Vlag van Tsjechië                       |    |
| 9      | Gerlinde Schonbauer (3) Wilheim Bietak (3)   | Vlag van Oostenrijk                     |    |
| 10     | Maria Csordas (3) Laszlo Kondi (3)           | Vlag van Hongarije                      |    |
| 11     | Gudrun Hauss Walter Hafner                   | Vlag van Duitsland                      |    |
| 12     | Monique Mathys (2) Yves Aellig (2)           | Vlag van Zwitserland                    | 2  |
| 13     | Vera Stehlikova Karel Fajer                  | Vlag van Tsjechië                       |    |
| 14     | Ingeborg Strell (2) Ferry Dedovich (2)       | Vlag van Oostenrijk                     |    |
| 15     | Renate Rossler (2) Klaus Wasserfuhr (2)      | Vlag van Duitse Democratische Republiek |    |
| 16     | Glenis Parry John Bayman                     | Vlag van Verenigd Koninkrijk            |    |
| 17     | Anna-Maja Rissanen Ilka Varhee               | Vlag van Finland (1918-1978)            |    |

| #      | naam (deelname)                              | land                                    | pc |
| ------ | -------------------------------------------- | --------------------------------------- | -- |
| Goud   | Eva Romanova (7) Pavel Roman (7)             | Vlag van Tsjechië                       |    |
| Zilver | Janet Sawbridge (3) David Hickinbottom (3)   | Vlag van Verenigd Koninkrijk            |    |
| Brons  | Yvonne Suddick (2) Roger Kennerson (2)       | Vlag van Verenigd Koninkrijk            |    |
| 4      | Diane Towler Bernard Ford                    | Vlag van Verenigd Koninkrijk            |    |
| 5      | Gyorgyi Korda (6) Pal Vasarhelyi (6)         | Vlag van Hongarije                      |    |
| 6      | Gabriele Rauch (3) Rudi Matysik (3)          | Vlag van Duitsland                      |    |
| 7      | Jitka Babicka (5) Jaromir Holan (6)          | Vlag van Tsjechië                       |    |
| 8      | Brigitte Martin (2) Francis Gamichon (3)     | Vlag van Frankrijk                      |    |
| 9      | Jutta Peters (2) Wolfgang Kunz (2)           | Vlag van Duitsland                      |    |
| 10     | Christel Trebesiner (5) Gerald Felsinger (8) | Vlag van Oostenrijk                     |    |
| 11     | Annerose Baier Eberhard Rüger                | Vlag van Duitse Democratische Republiek |    |
| 12     | Edith Mato Karl Csanadi                      | Vlag van Hongarije                      |    |
| 13     | Nadezda Velle Alexandr Treschov              | Vlag van Sovjet-Unie                    |    |
| 14     | Ludmila Kotkova Vaclav Kotek                 | Vlag van Tsjechië                       |    |
| 15     | Heidi Metzger Herbert Rothkappl              | Vlag van Oostenrijk                     |    |

Medaillewinnaars

Mannen · 
Vrouwen ·
Paren · 
IJsdansen

Toernooi

1891 · 
1892 · 
1893 · 
1894 · 
1895 · 
1896-1897 · 
1898 · 
1899 · 
1900 · 
1901 · 
1902-1903 · 
1904 · 
1905 · 
1906 · 
1907 · 
1908 · 
1909 · 
1910 · 
1911 · 
1912 · 
1913 · 
1914 · 
1915-1921 · 
1922 · 
1923 · 
1924 · 
1925 · 
1926 · 
1927 · 
1928 · 
1929 · 
1930 · 
1931 · 
1932 · 
1933 · 
1934 · 
1935 · 
1936 · 
1937 · 
1938 · 
1939 ·
1940-1946 · 
1947 · 
1948 · 
1949 · 
1950 · 
1951 · 
1952 · 
1953 · 
1954 · 
1955 · 
1956 · 
1957 · 
1958 · 
1959 · 
1960 · 
1961 · 
1962 · 
1963 · 
1964 · 
1965 · 
1966 · 
1967 · 
1968 · 
1969 · 
1970 · 
1971 · 
1972 · 
1973 · 
1974 · 
1975 · 
1976 · 
1977 · 
1978 · 
1979 · 
1980 · 
1981 · 
1982 · 
1983 · 
1984 · 
1985 · 
1986 · 
1987 · 
1988 · 
1989 · 
1990 · 
1991 · 
1992 · 
1993 · 
1994 · 
1995 ·
1996 · 
1997 · 
1998 · 
1999 · 
2000 · 
2001 · 
2002 · 
2003 · 
2004 · 
2005 · 
2006 ·
2007 ·
2008 ·
2009 ·
2010 ·
2011 ·
2012 ·
2013 ·
2014 ·
2015 ·
2016 ·
2017 ·
2018 ·
2019 ·
2020 ·
2021 · 
2022 · 
2023 · 
2024 · 
2025

WK kunstschaatsen ·
WK kunstschaatsen junioren ·
Viercontinentenkampioenschap ·
Olympische Spelen